# Cryptoparlatoreopsis targioniopsis
Cryptoparlatoreopsis targioniopsis är en insektsart som först beskrevs av Karl Hermann Leonhard Lindinger 1911.  Cryptoparlatoreopsis targioniopsis ingår i släktet Cryptoparlatoreopsis och familjen pansarsköldlöss. Inga underarter finns listade i Catalogue of Life.